# Маломихайловка (Белгородская область)
Маломиха́йловка — село в Шебекинском районе Белгородской области. Входит в Вознесеновское сельское поселение.

## История
Село появилось в XVII веке. Её основателями были строители оборонительной черты.
В 1723 году Евсей Михайлович Бекарюков скупил земли и стал хозяином этого села. Напротив села, за рекой на меловой горе растут сосны на мелу Бекарюковского бора.
В 1964 году в этом селе проходили съёмки фильма кинорежиссёра Анатолия Буковского «Сумка, полная сердец» по одноимённой повести Владимира Фёдорова.
В 2001 году одна из улиц села была названа в честь А. Д. Позднякова (Героя Социалистического Труда, который много лет возглавлял здешний колхоз).

## Население
| 2002 | 2010 |
| ---- | ---- |
| 755  | ↗758 |

## Радио
- 104,9 Поместное радио